# Hégenheim
Hégenheim je občina v departmaju Haut-Rhin francoske regije Alzacija.
Leta 1990 je v občini živelo 2 310 oseb oz. 345 oseb/km².